# گاه‌شمار خیزش ۱۴۰۱ ایران

گاه‌شمار خیزش ۱۴۰۱ ایران به‌صورت جزءبه‌جزء حوادثی را روایت می‌کند که از ۲۶ شهریور ۱۴۰۱ در پی کشته شدن مهسا امینی در ساختمان پلیس امنیت اخلاقی آغاز شد. این حوادث از شهرهای تهران و سقز (زادگاه مهسا امینی) شروع شد و توسط ایرانیان ساکن شهرهای مختلف ایران و جهان ادامه داشت. از معروف‌ترین شعارهای این قیام شعار «زن، زندگی، آزادی» است.
این قیام نخستین‌بار پس از انتشار خبر کشته‌شدن مهسا امینی در ۲۶ شهریور ۱۴۰۱ (۱۷ سپتامبر ۲۰۲۲) در حوالی میدان آرژانتین تهران (در نزدیکی بیمارستان کسری) آغاز شد که منجر به بازداشت چندتن از معترضان شد. سپس در روز بعد ۲۷ شهریور ۱۴۰۱ (۱۸ سپتامبر ۲۰۲۲)، اعتراضات در سقز ادامه پیدا کرد و از آن پس بود که شهرهای دیگر از تمامی استان‌ها به این قیام پیوستند و واکنش‌های بسیاری در سطح ایران و جهان ایجاد شد.

## شهریور

### کشته‌شدگان سرشناس شهریور
- ۲۹ شهریور:
  - نیکا شاکرمی
  - مینو مجیدی
  - میلاد زارع
- ۳۰ شهریور:
  - حدیث نجفی
  - سارینا اسماعیل‌زاده
  - محمدرضا سروری
  - محمدحسن ترکمان
  - حنانه کیا
  - غزاله چلابی
  - ساسان قربانی
  - ابوالفضل مهدی پور روشن
- ۳۱ شهریور
  - شیرین علیزاده
  - مهسا موگویی

## مهر

تظاهرات عظیم برلین ۳۰ مهرماه

در سومین روز مهرماه سی‌ان‌ان مقاله‌ای دربارهٔ اعتراضات ایرانیان منتشر کرد که در بخشی از آن نوشته شده: «در این اعتراضات، نسل جوانی از ایرانیان علیه دهه‌ها سرکوب در خیابان‌ها قیام می‌کنند و مسلماً جسورتر از همیشه هستند.»
- ۷ مهرماه

۸۰۰ نفر از نویسندگان و فعالان حوزه ادبیات و رشته‌های مختلف کودکان و نوجوانان، طی بیانیه‌ای دربارهٔ تداوم نقض گستردهٔ حقوق کودکان در ایران هشدار دارند. درمیان این ۸۰۰ نفر، چهره‌های سرشناسی مانند مصطفی رحماندوست، مرضیه برومند و افسانه شعبانژاد دیده می‌شود و در بیانیهٔ خود گفته‌اند «براساس مفاد پیمان‌نامهٔ جهانی حقوق کودک و همین‌طور قانون حمایت از اطفال و نوجوانانِ ایران، پاسخ هیچ معترضی، به ویژه معترض نوجوان گلوله و جای او در زندان نیست. ما مجدانه خواستار آزادی فوری نوجوانان بازداشت‌شده و پایان‌دادن به سرکوب خونینِ معترضان هستیم».
- ۸ مهر

در این درگیری بر پایه آمار شورای تأمین سیستان و بلوچستان ۳۵ نفر کشته شدند، اما فعالان بلوچ حدود ۱۰۰ نفر از قربانیان را شناسایی کرده‌اند.
- ۱۰ مهر

- ۱۱ مهر

به گزارش نت‌بلاکس در ۱۱ مهر یکی از شدیدترین قطعی‌های اینترنت در سراسر ایران اعمال شد و ارتباطات خارجی از طریق اینترنت در بسیاری از مناطق به‌طور کامل قطع شد.
- ۲۰ مهر

- ۲۳ مهر

- ۳۰ مهر

در روز ۳۰ مهرماه برابر با ۲۲ اکتبر، به دنبال فراخوان بزرگی توسط انجمن خانواده‌های جانباختگان پرواز پی‌اس ۷۵۲، ایرانیان از سراسر اروپا و خارج از اروپا در تظاهرات عظیم ۸۰ تا ۱۰۰ هزار نفری در مرکز شهر برلین شرکت کردند.

### کشته‌شدگان سرشناس مهر
- ۱۰ مهر: خدانور لجه‌ای
- ۱۳مهر: نیما شفیق‌دوست
- ۱۷ مهر: یحیی رحیمی
- ۲۰ مهر:
  - اسرا پناهی
  - نگین عبدالملکی
- ۳۰ مهر: آرنیکا قائم مقامی

## آبان
- ۲ آبان

- ۴ آبان

- ۱۲ آبان

- ۱۳ آبان

- ۲۴ آبان

- ۲۵ آبان

- از ۲۸ آبان

### کشته‌شدگان سرشناس آبان
- ۱ آبان: مونا نقیب
- ۳ آبان: مائده جوانفر
- ۴ آبان: پریسا بهمنی
- ۵ آبان:
  - مهرشاد شهیدی
  - فرشته احمدی
- ۸ آبان: کومار درافتاده
- ۹ آبان: نسیم صدقی
- ۱۲ آبان:
  - عرفان زمانی
  - نیما نوری
  - مهدی حضرتی
- ۱۳ آبان:
  - محمدرضا فردوسی
  - نسرین قادری
- ۲۵ آبان:
  - کیان پیرفلک
- ۲۷ آبان:
  - حمیدرضا روحی

## آذر

### کشته‌شدگان سرشناس آذر
- ۷ آذر:
  - عرشیا امام قلی‌زاده
- ۸ آذر:
  - مهران سماک
- ۱۷ آذر:
  - محسن شکاری

- ۲۱ آذر:
  - مجیدرضا رهنورد
  - ۲۲ آذر:
  - آیدا رستمی

## دی
- ۳ دی
  - اعتصاب کارکنان ثبت اسناد و کاله تهران سوم دی ماه و در صدمین روز خیزش سراسری، مردم در مشهد، کرج و چند محله در تهران تجمع کردند و علیه خامنه‌ای و جمهوری اسلامی شعار دادند[۳۴][۳۵]
- ۵ دی
  - محمد مرادی دانشجوی ایرانی ساکن فرانسه در اعتراض به سرکوب خشونت‌بار معترضان در ایران خودکشی کرد او در دو ویدیو به زبان فرانسوی و فارسی اعلام کرد که هدف او بیش از هر چیزی جلب توجه افکار عمومی کشورهای غربی، به سرکوب مردم در ایران است.[۳۶]
- ۱۷ دی
  - صبح شنبه ۱۷ دی جمهوری اسلامی، محمدمهدی کرمی و سید محمد حسینی را مانند دو معترض قبلی بعد از اذان صبح اعدام کرد.[۳۷]
- ۳۰ دی
  - مأموران امنیتی جمهوری اسلامی در مراسم چهلم آیدا رستمی، پزشک کشته‌شده در گرگان به مردم حاضر در گورستان حمله کردند.[۳۸] نیروهای امنیتی جمهوری اسلامی پس از ضرب و جرح برادر آیدا رستمی و گروهی دیگر از مردم، آن‌ها را هم بازداشت کرده و با دو مینی‌بوس با خود بردند.[۳۹] آیدا رستمی اهل تهران، پزشک مردم دوستی بود که در حین امداد رسانی به مجروحان در خانه‌اش شناسایی و ربوده شد. متعاقباً در روز ۲۱ آذرماه ۱۴۰۱، در زیر شکنجه کشته شد.[۳۹]